# Astrid S

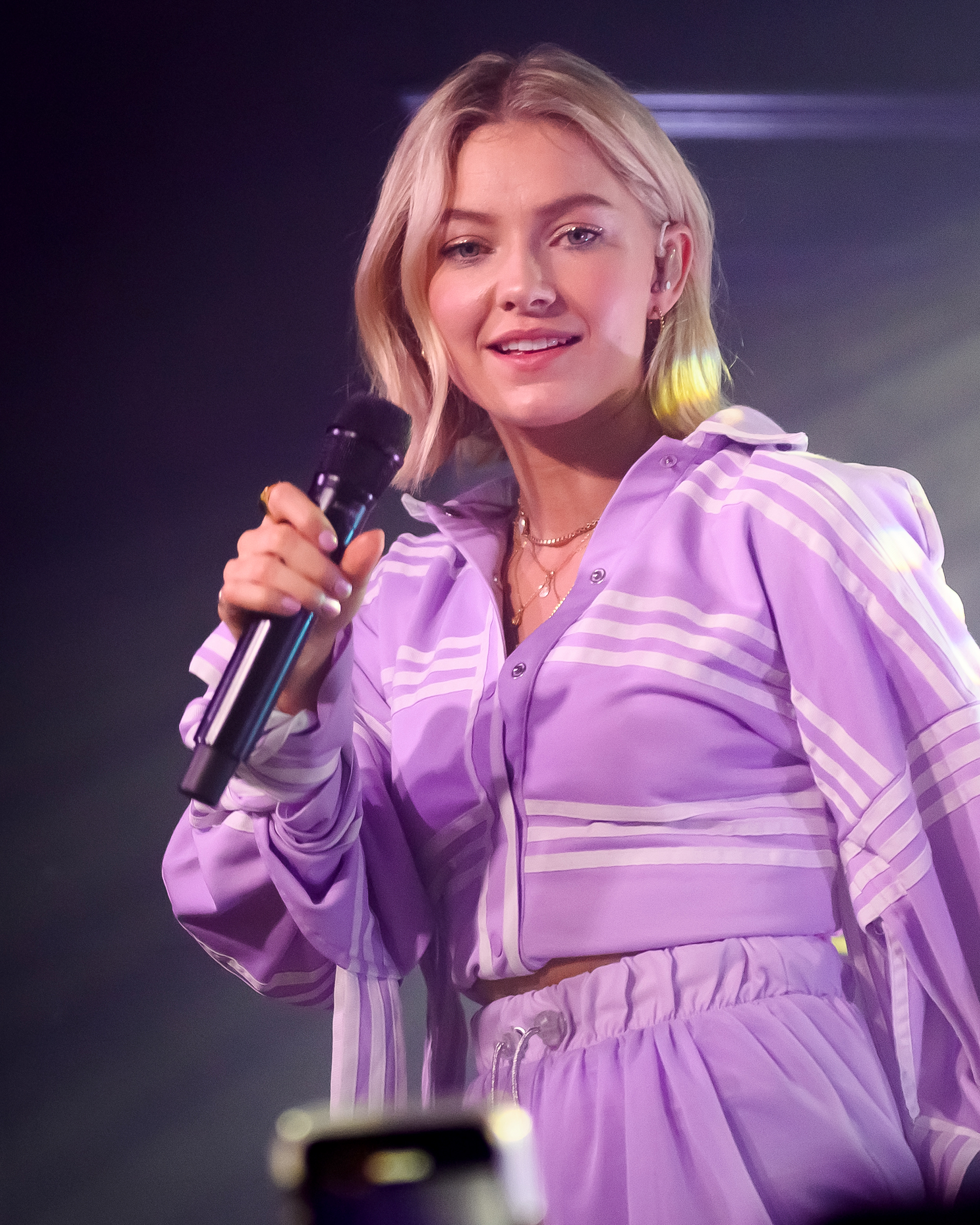
Astrid S (2019)

Astrid S (* 29. Oktober 1996 in Berkåk, Rennebu, als Astrid Smeplass) ist eine norwegische Popsängerin. Sie wurde 2013 durch ihre Teilnahme an der norwegischen Version der Castingshow Pop Idol bekannt.

## Werdegang
Smeplass begann in jungen Jahren Klavier zu spielen und zu singen. 2013 nahm sie im Alter von 16 Jahren an der Castingshow Idol teil und wurde Fünfte im Wettbewerb. In diesem Rahmen veröffentlichte sie ihre erste Single Shattered. Ein Jahr später brach sie das Gymnasium ab, um sich auf ihre Karriere als Musikerin zu konzentrieren. 2015 erschien die Single 2AM, erstmals unter dem Künstlernamen Astrid S; der Remix des norwegischen DJs Matoma machte das Lied populär. Zusammen mit Shawn Mendes nahm die Sängerin außerdem das Lied Air für dessen Debütalbum Handwritten auf. 2016 trat die Sängerin bei den Europa-Konzerten von Troye Sivan als Opening Act auf und veröffentlichte eine nach ihr benannte EP.
Ihr Schauspieldebüt gab sie 2021 mit der Hauptrolle in Drei Haselnüsse für Aschenbrödel, einer norwegischen Neuauflage des gleichnamigen Märchenfilms aus dem Jahr 1973. Smeplass nahm an der Anfang 2025 ausgestrahlten Staffel der norwegischen Musikshow Hver gang vi møtes teil. Im Rahmen der Fernsehsendung erreichte sie mit Det regner i Oslo, einer Neuinterpretation des Lieds Det regnar i Stockholm von Carola Häggkvist, sowie dem im Original von Kjartan Lauritzen stammenden Lied Få det på jeweils den ersten Platz in den norwegischen Singlecharts.

## Diskografie

### Studioalben
| Jahr | Titel              | Höchstplatzierung, Gesamtwochen, AuszeichnungChartplatzierungen (Jahr, Titel, Platzierungen, Wochen, Auszeichnungen, Anmerkungen) | Höchstplatzierung, Gesamtwochen, AuszeichnungChartplatzierungen (Jahr, Titel, Platzierungen, Wochen, Auszeichnungen, Anmerkungen) | Höchstplatzierung, Gesamtwochen, AuszeichnungChartplatzierungen (Jahr, Titel, Platzierungen, Wochen, Auszeichnungen, Anmerkungen) | Anmerkungen                            |
| Jahr | Titel              | NO | SE | DK | Anmerkungen                            |
| ---- | ------------------ | --- | --- | --- | -------------------------------------- |
| 2020 | Leave It Beautiful | NO2 (… Wo.)NO | — | — | Erstveröffentlichung: 16. Oktober 2020 |

### EPs
| Jahr | Titel                        | Höchstplatzierung, Gesamtwochen, AuszeichnungChartplatzierungen (Jahr, Titel, Platzierungen, Wochen, Auszeichnungen, Anmerkungen) | Höchstplatzierung, Gesamtwochen, AuszeichnungChartplatzierungen (Jahr, Titel, Platzierungen, Wochen, Auszeichnungen, Anmerkungen) | Höchstplatzierung, Gesamtwochen, AuszeichnungChartplatzierungen (Jahr, Titel, Platzierungen, Wochen, Auszeichnungen, Anmerkungen) | Anmerkungen                                                   |
| Jahr | Titel                        | NO | SE | DK | Anmerkungen                                                   |
| ---- | ---------------------------- | --- | --- | --- | ------------------------------------------------------------- |
| 2016 | Astrid S                     | — | SE40 (1 Wo.)SE | DK38 (1 Wo.)DK | Erstveröffentlichung: 20. Mai 2016                            |
| 2017 | Party’s Over                 | — | SE22 (20 Wo.)SE | — | Erstveröffentlichung: 30. Juni 2017 Akustik-EP: 14. Juli 2017 |
| 2019 | Trust Issues                 | — | SE55 (1 Wo.)SE | — | Erstveröffentlichung: 30. August 2019                         |
| 2023 | Felt Cute Might Delete Later | — | — | — | Erstveröffentlichung: 20. April 2023                          |

Weitere EPs
- 2019: Down Low

### Singles
| Jahr | Titel Album                                       | Höchstplatzierung, Gesamtwochen, AuszeichnungChartplatzierungen (Jahr, Titel, Album, Platzierungen, Wochen, Auszeichnungen, Anmerkungen) | Höchstplatzierung, Gesamtwochen, AuszeichnungChartplatzierungen (Jahr, Titel, Album, Platzierungen, Wochen, Auszeichnungen, Anmerkungen) | Höchstplatzierung, Gesamtwochen, AuszeichnungChartplatzierungen (Jahr, Titel, Album, Platzierungen, Wochen, Auszeichnungen, Anmerkungen) | Anmerkungen |
| Jahr | Titel Album                                       | NO | SE | DK | Anmerkungen |
| --- | ------------------------------------------------- | --- | --- | --- | --- |
| 2013 | Shattered –                                       | NO4 Gold · (8 Wo.)NO | — | — | Erstveröffentlichung: 20. April 2013 als Astrid Smeplass                                                                   |
| 2015 | 2AM –                                             | NO13 ×3Dreifachplatin · (14 Wo.)NO | SE— Gold (Remix)SE | — | Erstveröffentlichung: 12. Mai 2015 Remix mit Matoma                                                                        |
| 2015 | Hyde –                                            | NO8 (6 Wo.)NO | — | — | Erstveröffentlichung: 23. Oktober 2015                                                                                     |
| 2015 | Paper Thin Astrid S                               | NO20 Gold · (12 Wo.)NO | SE— GoldSE | DK— GoldDK | Erstveröffentlichung: 11. Dezember 2015                                                                                    |
| 2016 | Hurts So Good Astrid S                            | NO6 ×3Dreifachplatin · (26 Wo.)NO | SE41 ×2Doppelplatin · (16 Wo.)SE | DK— PlatinDK | Erstveröffentlichung: 6. Mai 2016                                                                                          |
| 2017 | Breathe Party’s Over                              | NO3 (13 Wo.)NO | SE41 Platin · (8 Wo.)SE | — | Erstveröffentlichung: 10. März 2017                                                                                        |
| 2017 | Vi er perfekt men verden er ikke det Party’s Over | NO23 (8 Wo.)NO | — | — | Erstveröffentlichung: 16. Juni 2017                                                                                        |
| 2017 | Such a Boy Party’s Over                           | NO2 (19 Wo.)NO | — | — | Erstveröffentlichung: 30. Juni 2017                                                                                        |
| 2017 | Think Before I Talk Leave It Beautiful            | NO1 ×5Fünffachplatin · (26 Wo.)NO | SE20 Platin · (32 Wo.)SE | DK9 ×2Doppelplatin · (16 Wo.)DK | Erstveröffentlichung: 25. August 2017                                                                                      |
| 2018 | Emotion Leave It Beautiful                        | NO3 (19 Wo.)NO | — | — | Erstveröffentlichung: 12. Oktober 2018                                                                                     |
| 2019 | Someone New Trust Issues                          | NO9 (10 Wo.)NO | — | — | Erstveröffentlichung: 1. Februar 2019                                                                                      |
| 2019 | Only When It Rains –                              | NO31 (2 Wo.)NO | — | — | Erstveröffentlichung: 29. März 2019 mit Frank Walker                                                                       |
| 2019 | Sing It with Me She                               | NO22 (23 Wo.)NO | SE76 (4 Wo.)SE | — | Erstveröffentlichung: 3. Mai 2019 mit JP Cooper                                                                            |
| 2019 | The First One Trust Issues                        | NO5 (15 Wo.)NO | — | — | Erstveröffentlichung: 24. Mai 2019                                                                                         |
| 2019 | Years Down Low                                    | NO15 (7 Wo.)NO | — | — | Erstveröffentlichung: 27. September 2019                                                                                   |
| 2019 | Favorite Part of Me Down Low                      | NO9 (3 Wo.)NO | — | — | Erstveröffentlichung: 13. Dezember 2019                                                                                    |
| 2020 | I Do Leave It Beautiful                           | NO3 (8 Wo.)NO | — | — | Erstveröffentlichung: 28. Februar 2020 mit Brett Young                                                                     |
| 2020 | I Don’t Know Why Leave It Beautiful               | NO16 (12 Wo.)NO | SE91 (3 Wo.)SE | — | Erstveröffentlichung: 8. Mai 2020 mit NOTD                                                                                 |
| 2020 | Dance Dance Dance Leave It Beautiful              | NO6 (11 Wo.)NO | — | — | Erstveröffentlichung: 5. Juni 2020                                                                                         |
| 2020 | Marilyn Monroe Leave It Beautiful                 | NO7 (5 Wo.)NO | — | — | Erstveröffentlichung: 21. August 2020                                                                                      |
| 2020 | It’s OK If You Forget Me Leave It Beautiful       | NO7 (15 Wo.)NO | — | — | Erstveröffentlichung: 18. September 2020                                                                                   |
| 2020 | Am I the Only One –                               | NO39 (1 Wo.)NO | — | — | Erstveröffentlichung: 30. Oktober 2020 mit R3hab & Hrvy                                                                    |
| 2020 | Relations –                                       | NO7 Platin · (12 Wo.)NO | — | — | Erstveröffentlichung: 18. Dezember 2020 mit Felix Sandman                                                                  |
| 2021 | Når snøen smelter Tre nøtter til Askepott O.S.T.  | NO1 (22 Wo.)NO | — | — | Erstveröffentlichung: 4. November 2021                                                                                     |
| 2021 | Pretty The Hating Game O.S.T.                     | NO10 (7 Wo.)NO | — | — | Erstveröffentlichung: 10. Dezember 2021 mit Dagny                                                                          |
| 2022 | Come First –                                      | NO7 (3 Wo.)NO | — | — | Erstveröffentlichung: 23. September 2022                                                                                   |
| 2023 | Fuck Off Felt Cute Might Delete Later             | NO8 (2 Wo.)NO | — | — | Erstveröffentlichung: 17. März 2023                                                                                        |
| 2023 | That Guy –                                        | NO30 (1 Wo.)NO | — | — | Erstveröffentlichung: 30. Juni 2023                                                                                        |
| 2024 | Two Hands –                                       | NO33 (1 Wo.)NO | — | — | Erstveröffentlichung: 12. Januar 2024                                                                                      |
| 2025 | Det regner i Oslo –                               | NO1 (… Wo.)NO | — | — | Erstveröffentlichung: 30. Dezember 2024 Beitrag zu Hver gang vi møtes, Original: Carola Häggkvist                          |
| 2025 | Symfoni –                                         | NO6 (7 Wo.)NO | — | — | Erstveröffentlichung: 3. Januar 2025 Beitrag zu Hver gang vi møtes, Original: Clean Bandit feat. Zara Larsson              |
| 2025 | A Lovestory –                                     | NO12 (4 Wo.)NO | — | — | Erstveröffentlichung: 10. Januar 2025 mit Fay Wildhagen Beitrag zu Hver gang vi møtes, Original: Thomas Dybdahl            |
| 2025 | Romantisk –                                       | NO23 (1 Wo.)NO | — | — | Erstveröffentlichung: 24. Januar 2025 Beitrag zu Hver gang vi møtes, Original: Stein Torleif Bjella                        |
| 2025 | Få det på –                                       | NO1 (… Wo.)NO | — | — | Erstveröffentlichung: 31. Januar 2025 mit Stig Brenner Beitrag zu Hver gang vi møtes, Original: Kjartan Lauritzen          |
| 2025 | Nanana –                                          | NO8 (9 Wo.)NO | — | — | Erstveröffentlichung: 7. Februar 2025 Beitrag zu Hver gang vi møtes, Original: Jonas Benyoub                               |
| 2025 | Friskis –                                         | NO5 (… Wo.)NO | — | — | Erstveröffentlichung: 14. Februar 2025 mit Kjartan Lauritzen Beitrag zu Hver gang vi møtes, Original: Stein Torleif Bjella |
| 2025 | Matters –                                         | NO39 (1 Wo.)NO | — | — | Erstveröffentlichung: 14. Februar 2025 mit Thomas Dybdahl Beitrag zu Hver gang vi møtes, Original: Ina Wroldsen            |
| Folgende Lieder erschienen nicht als Single, wurden aber durch das Album zum Download und Streaming bereitgestellt und konnten somit eine Platzierung erlangen: |                                                   | | | | |
| |                                                   | | | | |
| 2019 | Doing to Me Trust Issues                          | NO15 (3 Wo.)NO | — | — | Erstveröffentlichung: 30. August 2019                                                                                      |
| 2019 | Trust Issues                                      | NO32 (1 Wo.)NO | — | — | Erstveröffentlichung: 30. August 2019                                                                                      |
| 2020 | Air Pods Leave It Beautiful                       | NO22 (1 Wo.)NO | — | — | Charteinstieg: 23. Oktober 2020                                                                                            |

Weitere Singles
- 2017: Bloodstream
- 2017: Party’s Over
- 2018: Closer

### Als Gastmusikerin
| Jahr | Titel Album                | Höchstplatzierung, Gesamtwochen, AuszeichnungChartplatzierungen (Jahr, Titel, Album, Platzierungen, Wochen, Auszeichnungen, Anmerkungen) | Höchstplatzierung, Gesamtwochen, AuszeichnungChartplatzierungen (Jahr, Titel, Album, Platzierungen, Wochen, Auszeichnungen, Anmerkungen) | Höchstplatzierung, Gesamtwochen, AuszeichnungChartplatzierungen (Jahr, Titel, Album, Platzierungen, Wochen, Auszeichnungen, Anmerkungen) | Anmerkungen                                                      |
| Jahr | Titel Album                | NO | SE | DK | Anmerkungen                                                      |
| --- | -------------------------- | --- | --- | --- | ---------------------------------------------------------------- |
| 2015 | Running Out Hakuna Matoma  | NO7 ×2Doppelplatin · (16 Wo.)NO | SE57 Platin · (12 Wo.)SE | — | Erstveröffentlichung: 1. Dezember 2015 Matoma feat. Astrid S     |
| 2016 | Dust –                     | NO13 Platin · (11 Wo.)NO | — | — | Erstveröffentlichung: 22. Januar 2016 CLMD feat. Astrid S        |
| 2017 | Boys –                     | NO39 (1 Wo.)NO | — | — | Erstveröffentlichung: 6. Oktober 2017 Lars Vaular feat. Astrid S |
| 2025 | Konfetti Strawberry Blonde | NO18 (… Wo.)NO | SE15 (8 Wo.)SE | — | Erstveröffentlichung: 23. Mai 2025 Molly Sandén feat. Astrid S   |
| Folgende Lieder erschienen nicht als Single, wurden aber durch das Album zum Download und Streaming bereitgestellt und konnten somit eine Platzierung erlangen: |                            | | | |                                                                  |
| |                            | | | |                                                                  |
| 2015 | Air Handwritten            | NO40 Platin · (1 Wo.)NO | — | — | Shawn Mendes feat. Astrid S                                      |

Weitere Gastbeiträge
- 2015: Dawn (iSHi feat. Astrid S)
- 2015: Waiting for Love (Acoustic Version) (Avicii feat. Prinston & Astrid S)
- 2017: All Night (The Vamps & Matoma feat. Astrid S)
- 2017: Just for One Night (Blonde feat. Astrid S)
- 2022: Just Wanted to Know (Röyksopp, Astrid S)

## Auszeichnungen für Musikverkäufe
| Silberne Schallplatte - Vereinigtes Königreich - 2021: für die Single Hurts So Good - 2023: für die Single Sing It With Me Goldene Schallplatte - Brasilien - 2023: für die Single Hurts So Good - 2024: für die Single Sing It With Me - Italien - 2017: für die Single Hurts So Good - Kanada - 2020: für die Single Running Out - 2021: für die Single Only When It Rains - Neuseeland - 2023: für das Album Astrid S - Polen - 2024: für die Single Hurts So Good - Portugal - 2022: für die Single Sing It With Me - Spanien - 2024: für die Single Sing It With Me - Vereinigte Staaten - 2018: für die Single Hurts So Good - 2022: für die Single Running Out | Platin-Schallplatte - Norwegen - 2014: für die Single Undressed 2× Platin-Schallplatte - Neuseeland - 2023: für die Single Hurts So Good |

Anmerkung: Auszeichnungen in Ländern aus den Charttabellen bzw. Chartboxen sind in ebendiesen zu finden.
| Land/RegionAuszeichnungen für Musikverkäufe (Land/Region, Auszeichnungen, Verkäufe, Quellen) | Silber     | Gold       | Platin       | Verkäufe  | Quellen              |
| -------------------------------------------------------------------------------------------- | ---------- | ---------- | ------------ | --------- | -------------------- |
| Brasilien (PMB)                                                                              | —          | 2× Gold2   | —            | 50.000    | pro-musicabr.org.br  |
| Dänemark (IFPI)                                                                              | —          | Gold1      | 3× Platin3   | 315.000   | ifpi.dk              |
| Italien (FIMI)                                                                               | —          | Gold1      | —            | 25.000    | fimi.it              |
| Kanada (MC)                                                                                  | —          | 2× Gold2   | —            | 80.000    | musiccanada.com      |
| Neuseeland (RMNZ)                                                                            | —          | Gold1      | 2× Platin2   | 67.500    | radioscope.co.nz NZ2 |
| Norwegen (IFPI)                                                                              | —          | 2× Gold2   | 17× Platin17 | 505.000   | ifpi.no              |
| Polen (ZPAV)                                                                                 | —          | Gold1      | —            | 25.000    | olis.pl              |
| Portugal (AFP)                                                                               | —          | Gold1      | —            | 5.000     | Einzelnachweise      |
| Schweden (IFPI)                                                                              | —          | 2× Gold2   | 5× Platin5   | 240.000   | sverigetopplistan.se |
| Spanien (Promusicae)                                                                         | —          | Gold1      | —            | 30.000    | elportaldemusica.es  |
| Vereinigte Staaten (RIAA)                                                                    | —          | 2× Gold2   | —            | 1.000.000 | riaa.com             |
| Vereinigtes Königreich (BPI)                                                                 | 2× Silber2 | —          | —            | 400.000   | bpi.co.uk            |
| Insgesamt                                                                                    | 2× Silber2 | 16× Gold16 | 27× Platin27 |           |                      |

## Belege
1. ↑  Thomas Talseth, Julia Renate Ingebrigtsen: Marcus & Martinus ble «årets Spellemann» – uteble fra Spellemannprisen. In: Verdens Gang. 28. Januar 2017, abgerufen am 16. September 2017 (norwegisch).
2. ↑  David Farrell: Who the hell is Astrid S? Meet the pop star everyone’s going crazy for. In: Maximum Pop! 20. April 2016, archiviert vom Original (nicht mehr online verfügbar) am 16. September 2017; abgerufen am 10. August 2016 (englisch).  Info: Der Archivlink wurde automatisch eingesetzt und noch nicht geprüft. Bitte prüfe Original- und Archivlink gemäß Anleitung und entferne dann diesen Hinweis.
3. ↑  Astrid S wird zum Aschenbrödel in Weihnachtsklassiker. In: Radio NRJ. Archiviert vom Original (nicht mehr online verfügbar) am 11. November 2021; abgerufen am 11. November 2021.
4. ↑  Bastian Lunde Hvitmyhr: «Hver gang vi møtes» 2025: Carola blir med på norsk TV-innspilling. In: Verdens Gang. 21. August 2024, abgerufen am 10. Januar 2025 (norwegisch).
5. 1 2 3 4  Chartquellen: NO SE DK
6. ↑  Grammotex-Eintrag für 2AM (Matoma Remix). In: grammotex.se. Abgerufen am 16. April 2024 (schwedisch).
7. ↑  Grammotex-Eintrag für Paper Thin. In: grammotex.se. Abgerufen am 2. April 2024 (schwedisch).
8. ↑  Gold für Sing It With Me in Portugal

| Personendaten    | Personendaten                  |
| ---------------- | ------------------------------ |
| NAME             | S, Astrid                      |
| ALTERNATIVNAMEN  | Smeplass, Astrid (Geburtsname) |
| KURZBESCHREIBUNG | norwegische Popsängerin        |
| GEBURTSDATUM     | 29. Oktober 1996               |
| GEBURTSORT       | Berkåk, Rennebu, Norwegen      |